# Lars-Göran Nilsson (professor)
Lars-Göran Nilsson, född 14 juli 1944 i Trönö, Hälsingland, död 27 november 2022, var en svensk professor i psykologi.
Nilsson aqvlade studentexamen i Söderhamn 1964 och studerade därefter vid Uppsala universitet, där han blev filosofie doktor i psykologi 1973 på avhandlingen Memory processes and the concept of reinforcement och var därefter universitetslektor i nämnda ämne fram till 1980, då han utnämndes till professor i detta ämne vid Umeå universitet. År 1994 blev han professor i samma ämne vid Stockholms universitet.
Lars-Göran Nilsson blev ledamot i Vetenskapsakademien 1989, i Academia Europaea 1990, i Finska Vetenskapsakademien 1993 och i Tyska Vetenskapsakademin för naturvetenskaplig forskning (Leopoldina) 2005. År 2003 utnämndes han till hedersdoktor vid Åbo universitet.